# 桂宏诚
桂宏诚（1965年—），台灣高雄人，籍貫安徽，曾任中国国民党大陆事务部主任。

## 学术研究
桂宏诚於2002年9月至2006年1月在北京大学政府管理学院研究学习，其後获法学博士学位。2006年7月，他获得中国文化大学中山学术研究所法学博士学位。他曾经担任德霖技术学院人事室主任、德霖技术学院董事与兼职助理教授、世新大学副教授。他的研究兴趣在于中西方宪政理论、政治学及公务员行政法制等相关领域。
他在2008年出版《中华民国立宪理论与1947年的宪政选择》，又於2009年出版《中国立宪主义的思想根基》。

## 政治参与
2008年至2014年，桂宏诚担任考试院院长关中的机要室主任。桂宏诚曾先后服务于民主文教基金会、立法院國會助理、铨叙部、考试院、宏國德霖科技大學人事室主任、国家政策研究基金会等部门。
2014年6月，桂宏诚就任中国国民党大陆事务部主任。2015年元月，隨中國國民黨主席馬英九辭職。

## 两岸观点
桂宏诚表示，马英九政府的大陆政策以陆委会等执政团队的意见为准；同时他强调，中国国民党的台海两岸政策主张是支持两岸未来走向统一，新三不政策中的“不统”指的是两岸“现在不直接进行统一”。
桂宏诚认为，台湾面对大陆是整个时代变迁的趋势，所以应该认真面对、不能回避，而跳过大陆、直接迎向世界的主张是不会成功的，方法在于找到一个让两岸交流风险最小、并且从中获得利益最大的方向。